# Herpelidae
Herpelidae là một họ động vật lưỡng cư trong bộ Gymnophiona. Họ này có 9 loài. Chúng được tìm thấy ở châu Phi.

## Phân bố
Các loài trong họ này sinh sống trong khu vực từ đông nam Nigeria kéo dài về phía đông tới miền tây Cộng hòa Trung Phi và về phía nam tới cực tây Cộng hòa Dân chủ Congo, có thể tới vùng đất lọt giữa là Cabinda của Angola; Tanzania, Kenya, Rwanda, Malawi, có thể có tại Uganda, Zambia, Burundi.

## Phân loại học
Họ Herpelidae gồm các chi và loài sau:
- Chi Boulengerula Tornier, 1896
  - Boulengerula boulengeri Tornier, 1896
  - Boulengerula changamwensis Loveridge, 1932
  - Boulengerula denhardti Nieden, 1912
  - Boulengerula fischeri Nussbaum & Hinkel, 1994
  - Boulengerula niedeni Müller, Measey, Loader & Malonza, 2005
  - Boulengerula taitana Loveridge, 1935
  - Boulengerula uluguruensis Barbour & Loveridge, 1928
- Chi Herpele Peters, 1880
  - Herpele multiplicata Nieden, 1912
  - Herpele squalostoma (Stutchbury, 1836)

## Phát sinh chủng loài
Họ này được coi là có quan hệ chị em gần nhất với họ Chikilidae, được phát hiện năm 2012.